# Andrew Dismukes
Andrew Vincent Dismukes (Houston, Texas; 21 de junio de 1995) es un comediante estadounidense. Ha sido escritor en Saturday Night Live desde 2017, un actor destacado desde 2020, comenzando con la temporada 46, y un actor de repertorio desde la temporada 48 .

## Primeros años
Andrew Vincent Dismukes nació el 21 de junio de 1995 en Houston, Texas. Creció en Port Neches, Texas, una pequeña ciudad de la Costa del Golfo ubicada cerca de la frontera entre Texas y Luisiana. Dismukes se graduó de Port Neches-Groves High School en 2013. Asistió a la Universidad de Texas en Austin y se graduó en 2017 con una licenciatura en Ciencias en Radio-Televisión-Cine. Él es de ascendencia cajún .

## Carrera profesional
Dismukes comenzó a realizar stand-up en 2013, cuando era estudiante de primer año en la universidad, y estaba activo en la escena de la comedia de Austin . Fue subcampeón de la "Persona más divertida de Austin" en 2016, un concurso organizado por Cap City Comedy Club.
Después de su graduación en 2017, actuó como parte de la exhibición New Faces en el Just for Laughs Comedy Festival y posteriormente se le ofreció una audición para Saturday Night Live . A Dismukes se le ofreció un puesto de escritor y se unió oficialmente al equipo de redacción al comienzo de la temporada 43 . Como parte del equipo de guionistas, recibió una nominación al Emmy por mejor guion para una serie de variedades en 2018 y 2019. Después de servir como escritor durante tres temporadas en Saturday Night Live, Dismukes se unió al elenco como actor destacado en su cuadragésima sexta temporada . Fue ascendido al estado de repertorio al comienzo de la temporada 48 del programa.

## Filmografía
| Año           | Título                   | Role              | notas                                                       |
| ------------- | ------------------------ | ----------------- | ----------------------------------------------------------- |
| 2016          | Inside Joke at Moontower | Él mismo          | Documental de televisión                                    |
| 2018          | Call Me Brother          | Tony/hermano      | Película estudiantil                                        |
| 2020-presente | Saturday Night Live      | Varios personajes | Actor de repertorio; se desempeñó como escritor 2017 - 2020 |

## Premios y nominaciones
| Año  | Asociación                      | Categoría                                | Trabajo             | Resultado | Ref.   |
| ---- | ------------------------------- | ---------------------------------------- | ------------------- | --------- | ------ |
| 2018 | Premios Primetime Emmy          | Outstanding Writing for a Variety Series | Saturday Night Live | Nominado  | [ 14 ] |
| 2019 | Premios Primetime Emmy          | Outstanding Writing for a Variety Series | Saturday Night Live | Nominado  | [ 14 ] |
| 2019 | Writers Guild of America Awards | Comedy/Variety Sketch Series             | Saturday Night Live | Nominado  | [ 15 ] |
| 2020 | Writers Guild of America Awards | Comedy/Variety Sketch Series             | Saturday Night Live | Nominado  | [ 15 ] |